# Федорищева, Татьяна Владимировна
Татьяна Владимировна Федори́щева (также известна под псевдонимом Мисс Марципанка) (род. 17 января 1991, Москва) — российская модель и телеведущая, участница и победительница ряда конкурсов красоты. Представляла Россию на международном конкурсе «Мисс Туризм Вселенная 2022» и Финляндию на «Мисс Европа 2022».

## Биография
Родилась 17 января 1991 года в Москве. Окончила Российский государственный университет туризма и сервиса по специальности «Инженер деревообрабатывающей промышленности». Работала на автомобильном заводе Marussia Motors.

## Карьера
Начала участвовать в конкурсах красоты ещё во время учёбы в университете. В 2008 году начала карьеру модели.
В 2021 году стала вице-мисс на конкурсе Miss Humanity.
В марте 2022 года приняла участие в конкурсе «Мисс Европа» в Ливане, где получила титул «Miss Personality».
В июне 2022 года приняла участие в конкурсе «Мисс Каппадокия» в Турции, где получила титул «Miss Beauty».
В июле 2022 года победила в конкурсе «Мисс Туризм Крыма».
В сентябре 2022 года на международном конкурсе красоты «Мисс Туризм Вселенная» в Ливане завоевала титул «Мисс Европа».
В декабре 2022 года стала победительницей конкурса Miss Jungle International в Танзании.
Летом 2023 года стала ведущей развлекательного шоу о путешествиях «Марципанка на каникулах» на телеканале Music Box Russia.
Была членом жюри конкурса «Мисс Туризм Крыма 2023».

## Личная жизнь
В 2023 году вышла замуж.
Болельщица подмосковного хоккейного клуба «Витязь». Также владеет бизнесом по прокату платьев.